# 朱瑞元
朱瑞元（1903年11月6日—1997年3月24日），字仲甫，号静之，广东高要人。中华民国政治人物。

## 生平
朱瑞元幼年入私塾，后来入國立廣東高等師範学校數理化部。此后他受五四運動影响，于1926年棄敎從军，隨張發奎、陳銘樞的国民革命军参加北伐，曾任中国国民党廣東省黨部工人部長，农工廳主任秘书。他在學生時代便和同學李朴生創建了廣州市童子軍領袖班，以培养童子軍領导人才，后来更将此种做法推广到广州市全市。
抗日战争期间，1937年至1938年任广西横县县长；1938年任藤县县长，同年卸任；1939年9月至1940年11月任柳江县县长，1939年1月，韶州成为广东省战时省会，不久韶关市政筹备处成立，朱瑞元任处长，筹备韶关建市工作。
1943年，他到重慶出任三民主義青年圏中央團部處長。1944年中国青年军成立后，他出任中国青年军總政治部少将组训组长。后来转任中央干部学校代训导处长。
抗日战争胜利后，他被国民政府委任为旅顺市市长，但因旅顺为苏联红军占领而未能接收。后来他出任广州市社会局局长。
撤退到台湾后，他历任中国国民党改造委员会驻港九支部主任委员、中国国民党中央党部南方执行委员、驻港澳特派员、港澳指导小组召集人，并获聘为中国国民党第九至十四届中央评议委员。
1997年3月24日，朱瑞元逝世。